# رضوان بن ولخشي
سيف الإسلام الملك الأفضل رضوان بن ولخشي، هو حاجب الخليفة الفاطمي الحافظ لدين الله، وبعد أن دخل القاهرة وتولى الوزارة للخليفة سنة 531هـ / 1136 م. اتخذ لنفسه لقب الملك الأفضل فكان أول وزير فاطمي يلقب بالملك.

## خلفية تاريخية
عرف رضوان، أو الملك الأفضل، بالجسارة وقوة الشخصية، فعندما تولى بهرام الأرمني الوزارة للخليفة الفاطمي الحافظ لدين الله خشى من بأس رضوان وسطوته.
بعد ان نجح بهرام الأرمني في مساعيه الهادفة إلى إبعاد رضوان عن القصر، فعينه الخليفة الحافظ والياً على مدينة عسقلان التي تعتبر من أكبر ولايات الشام، وقد لاحظ وهو بالشام تلك الأعداد الغفيرة التي استقدمها بهرام من الأرمن، فحاول إقامة العراقيل في طريقهم. وإثر ذلك قام الوزير بهرام باستدعاء رضوان للقاهرة وتعيينه والياً على الغربية بمصر.
وعندما قوي نفوذ بهرام الأرمني استغاث رجال الدولة برضوان الذي قدم على جيش من ثلاثين ألفاً وهزم بهرام الذي فر لأخيه في قوص بالصعيد. ودخل رضوان القاهرة وتولى الوزارة للخليفة الفاطمي الحافظ سنة 531 هـ / 1136 م واتخذ لنفسه لقب الملك الأفضل فكان أول وزير فاطمي يلقب بالملك.
وقد أثار الخليفة الحافظ الجند ضده ففر إلى الشام وعاد للقاهرة مرة أخرى على رأس جيش، غير أنه هزم وفر للصعيد، فتبعه الوزير الفاطمي الجديد ابن مصال وأعاده للقاهرة وأمنه على حياته، غير أن الخليفة الحافظ غدر به وزج به في السجن. وبعد ثماني سنوات قضاها في السجن استطاع الفرار منه وتزعم ثورة جديدة كان الجامع الأقمر مقراً لها غير أنه قتل في النهاية ومزق جسده إرباً إرباً.